# Johann Silberschlag
Johann Esaias Silberschlag (16 de noviembre de 1721 – 22 de noviembre de 1791) fue un teólogo luterano alemán y científico natural de Aschersleben, Principado de Halberstadt.
En 1760, se convirtió en un miembro externo de la Academia Prusiana de las Ciencias en Berlín, Consejero Privado en la recientemente fundada Oficina de Obras Públicas, Sección de Ingeniería Mecánica e Ingeniería Hidráulica. En 1780 Silberschlag observó y describió el Espectro de Brocken. En su libro Geogonía o Explicación del Mosaico de la Creación según fundamentos físicos y matemáticos (Geogonie oder Erklärung der mosaischen Erderschaffung nach physikalischen und mathematischen Grundlagen) intentó reconciliar la teología con la ciencia.

## Honores
- Epónimos: el cráter lunar Silberschlag recibe este nombre en su memoria.[2]